# The Hodgeheg
The Hodgeheg ist ein Kinderbuch des englischen Kinderbuchautors Dick King-Smith, das 1987 beim Verlag Hamish Hamilton mit Illustrationen von Ann Kronheimer veröffentlicht wurde.

## Inhalt
Eine Igelfamilie lebt in einem Garten, der von einem Park mit allerlei Köstlichkeiten wie Fröschen, Mäusen und Schnecken nur durch eine stark befahrene Straße getrennt ist. Immer wieder versuchen verwandte Igel oder aus der Nachbarschaft, zum Park zu gelangen und werden dabei überfahren. Max, das kleinste der vier Igelkinder, möchte unbedingt einen Weg finden, um gefahrlos über die Straße gelangen zu können und beobachtet dazu die Menschen. Ein Schutzweg mit Zebrastreifen scheint die Lösung zu sein, doch als er diesen selbst ausprobiert, wird er im Unterschied zu den Menschen nicht gesehen, angefahren und am Kopf verletzt. Dabei kommt sein Sprachvermögen außer Tritt – er vertauscht ab sofort Silben (wie beispielsweise Hodgeheg statt Hedgehog) und würfelt Sätze durcheinander. Auch ein weiterer Versuch, an einem durch eine Ampel geregelten Fußübergang, scheitert an den von der anderen Seite kommenden und ihn nicht beachtenden Fußgängern. Doch aller guten Dinge sind drei und schließlich gelingt Max und letztlich allen Igeln die gefahrlose Querung der Straße mit Hilfe einer Schülerlotsin.

## Rezeption
Melanie Kramers schreib in ihrer Rezension: „Der unbeschwerte Humor des Autors durchzieht die angenehm unkitischige Geschichte. Als ehemaliger Landwirt mit einer Schwäche für Schweine schreibt er hauptsächlich über Tiere und aus deren Perspektive – er nennt diese Gattung ‚Bauernhof-Fantasy‘ […] Ein beliebtes Motiv ist der Triumph des Außenseiters, des Kleinsten und Schwächsten der Gruppe – vielleicht sind seine Geschichten auch deswegen bei kleinen Kindern so beliebt.“ Im St. James Guide to Children's Writers heißt es über das Buch: „The Hodgeheg ist außergewöhnlich charmant und mit einigem gut dosierten schwarzen Humor.“

## Hintergrund
Dick King-Smith kam erst mit Mitte Fünfzig zum Schreiben seiner Bücher, davor war er 20 Jahre lang Landwirt in Gloucestershire. Viele seiner Geschichten sind von den Erfahrungen dieser Tätigkeit inspiriert.

## Referenzen
The Hodgeheg ist in dem literarischen Nachschlagewerk 1001 Kinder- und Jugendbücher – Lies uns, bevor Du erwachsen bist! für die Altersstufe 5–8 Jahre enthalten.

## Ausgaben
- The Hodgeheg. Hamish Hamilton, UK 1987 (englisch).